# PPK
PPK (ryska: ППК) var en rysk trance/dancegrupp från Rostov-na-Donu grundad 1998 av Sergej Pimenov och Alexander Poljakov, samt Roman Korzhov, som dock slutade snart därefter. Namnet PPK består av de tre originalmedlemmarnas initialer.
Gruppen fick stor framgång utanför Ryssland genom mp3.com, dit de laddade upp en del av sin musik. Singeln ResuRection laddades ner flera miljoner gånger och gav gruppen ett skivkontrakt med Paul Oakenfolds skivbolag Perfecto. Låten är en cover på temat från den sovjetiska filmen Siberiade från 1979. Den skrevs av Eduard Artemjev och framfördes i filmen av den lettiska gruppen Zodiac.
PPK splittrades 2004.

## Diskografi

### Album
- 2002 – Reload
- 2002 – Russian Trance: Formation (i princip samma album som Reload)

### Singlar
- 2001 – Hey DJ!
- 2001 – ResuRection
- 2002 – Reload
- 2002 – Reload / Russian Trance